# Hakata Tonkotsu Ramens
Hakata Tonkotsu Ramens (博多豚骨ラーメンズ Hakata Tonkotsu Rāmenzu?) es una serie de novelas ligeras japonesa escritas por Chiaki Kisaki e ilustradas por Hako Ichiiro. Ha sido serializada por ASCII Media Works desde el 25 de febrero de 2014, contando hasta la fecha con catorce volúmenes publicados. La novela ganó el Grand Prize en la vigésima entrega anual de los Dengeki Novel Awards. 
Una adaptación a serie de manga con ilustraciones de Kisara Akino fue serializada en la revista Monthly GFantasy de Square Enix entre julio de 2016 y mayo de 2017. Fue posteriormente recopilada en dos volúmenes tankōbon. Una segunda adaptación a manga titulada Hakata Tonkotsu Ramens Dai 2-Shō, esta vez con ilustraciones de Chiako Nagaoka, fue lanzada el 18 de agosto de 2017 en la misma revista. Una adaptación a serie de anime producida por Satelight y dirigida por Kenji Yasuda fue estrenada el 12 de enero de 2018.

## Argumento
En Fukuoka, el crimen organizado ha alcanzado niveles sórdidos. En el distrito de Hakata, se agrupan varios individuos con "talentos especiales" que consisten en sicarios, detectives, informantes y personas que llevan a cabo venganzas personales por orden de sus clientes. Entre ellos se destaca un sicario conocido como "el asesino de sicarios", que tal como su nombre lo indica, se especializa en asesinar a otros asesinos y se está convirtiendo en algo más que una simple leyenda urbana. El detective privado Zenji Banba se encuentra involucrado en el caso y se aliará con el sicario Lin Xianming, pero pronto descubrirá una oscura conspiración.

## Personajes
Zenji Banba (馬場 善治 Banba Zenji?)
Voz por: Daisuke Ono, Josh Grelle (inglés)
Un detective que dirige su propia agencia, llamada Agencia de Detectives Banba. Nacido y criado en Hakata, ama el ramen, las huevas de abadejo y el béisbol. También se revela que es el famoso asesino conocido como el Samurái Niwaka o "el asesino de sicarios".
Lin Xianming (林 憲明 Rin Shenmin?)
Voz por: Yūki Kaji, Daman Mills (inglés)
Un sicario travesti originario de Taiwán. Es hábil en el manejo del cuchillo. Viajó a Japón para buscar a su hermana menor y pagar una gran deuda contraída por su familia. Luego de descubrir que su hermana fue asesinada por la misma agencia para la que trabajaba, se asocia con Banba para acabar con ellos y luego se une a este.
Kazuki Saitō (斉藤 和樹 Saitō Kazuki?)
Voz por: Yūsuke Kobayashi, Stephen Fu (inglés)
Un exjugador de béisbol que fue expulsado del equipo por herir gravemente a un compañero durante un lanzamiento. Se convierte en contratista de Murder Inc. y recientemente se muda de Tokio a Hakata.
Enokida (榎田?)
Voz por: Kenshō Ono, Kyle Igneczi (inglés)
Un hábil hacker que dirige una tienda de información. Enokida y Banba tienen una larga relación de trabajo. Utiliza arañas mecánicas como dispositivos de rastreo para recopilar información de forma discreta.
Jirō (ジロー?)
Voz por: Daisuke Namikawa, Aaron Roberts (inglés)
Un ex-peluquero que dirige su propia agencia de sicarios. Se mudó a Hakata después de que su esposa fue asesinada y ha sido el cuidador de Misaki desde entonces.
Misaki (ミサキ?)
Voz por: Aoi Yūki Amber Lee Connors (inglés)
Una estudiante de escuela primaria que asiste a Jirō a dirigir su agencia.
José Martínez (ホセ・マルティネス Hose Marutinesu?)
Voz por: Tomoaki Maeno, Marcus D. Stimac (inglés)
Un torturador profesional que inmigró de República Dominicana.
Yamato (大和?)
Voz por: Yoshitsugu Matsuoka, Eric Vale (inglés)
Un anfitrión que trabaja para el club Adam.
Saeki (佐伯?)
Voz por: Daisuke Hirakawa
Es el director de una clínica de cirugía estética que ocasionalmente asiste a Banba y Jirō.
Shigematsu (重松?)
Voz por: Kenji Hamada, Ben Phillips (inglés)
Un detective veterano que tiene una buena relación de trabajo con Banba. Investiga incidentes que no son juzgados por la ley. Cree firmemente que Banba y Xianming están saliendo, mostrándose abierto de mente con su relación.
Genzō Gōda (剛田 源造 Gōda Genzō?)
Voz por: Kōsei Hirota
Un chef que trabaja en un puesto de ramen en el que Banba suele cenar.
Shunsuke Saruwatari (猿渡 俊助 Saruwatari Shunsuke?)
Voz por: Yūichi Nakamura
Un sicario que trabajó para Murder Inc. Abandonó Murder Inc. porque estaba harto de las tareas aburridas que le eran asignadas. Con su nuevo empleador, se le asigna asesinar al Samurái Nikawa y está decidido a hacerlo bajo sus propios términos. Como tal, desarrolla una rivalidad con Banba y no permitirá que nadie más lo mate.

## Media

### Novelas ligeras
| N.º | Fecha de lanzamiento     | ISBN original          |
| --- | ------------------------ | ---------------------- |
| 1   | 25 de febrero de 2014    | ISBN 978-4-04-866316-8 |
| 2   | 25 de septiembre de 2014 | ISBN 978-4-04-869009-6 |
| 3   | 25 de marzo de 2015      | ISBN 978-4-04-865063-2 |
| 4   | 25 de agosto de 2015     | ISBN 978-4-04-865387-9 |
| 5   | 5 de diciembre de 2015   | ISBN 978-4-04-865677-1 |
| 6   | 25 de marzo de 2017      | ISBN 978-4-04-892832-8 |
| 7   | 25 de julio de 2017      | ISBN 978-4-04-893290-5 |
| 8   | 8 de diciembre de 2017   | ISBN 978-4-04-893589-0 |
| 9   | 22 de febrero de 2020    | ISBN 978-4-04-913085-0 |
| 10  | 25 de febrero de 2021    | ISBN 978-4-04-913642-5 |
| 11  | 25 de febrero de 2022    | ISBN 978-4-04-914235-8 |
| 12  | 25 de febrero de 2023    | ISBN 978-4-04-914891-6 |
| 13  | 25 de abril de 2024      | ISBN 978-4-04-915741-3 |
| 14  | 24 de mayo de 2024       | ISBN 978-4-04-915742-0 |

### Manga
| N.º | Fecha de lanzamiento | ISBN original          |
| --- | -------------------- | ---------------------- |
| 1   | 25 de marzo de 2017  | ISBN 978-4-7575-5231-9 |
| 2   | 25 de julio de 2017  | ISBN 978-4-7575-5429-0 |

### Hakata Tonkotsu Ramens Dai 2-Shō
| N.º | Fecha de lanzamiento    | ISBN original          |
| --- | ----------------------- | ---------------------- |
| 1   | 27 de enero de 2018     | ISBN 978-4-7575-5609-6 |
| 2   | 27 de diciembre de 2018 | ISBN 978-4-7575-5967-7 |

### Anime
Una adaptación a serie de anime producida por Satelight y dirigida por Kenji Yasuda fue estrenada el 12 de enero de 2018, como parte del 25 aniversario de Dengeki. El tema de apertura es "Stray" (ストレイ?), interpretado por Kisida Kyoudan & The Akebosi Rockets, mientras que el tema de cierre es interpretado por la banda de jazz TRI4TH. Crunchyroll transmite la serie de forma simultánea.

#### Lista de episodios
| #  | Título                                                              | Estreno               |
| -- | ------------------------------------------------------------------- | --------------------- |
| 1  | «Jugar a la pelota» «Purei bōru» (プレイボール)                     | 12 de enero de 2018   |
| 2  | «Irregular» «Iregyurā» (イレギュラー)                               | 19 de enero de 2018   |
| 3  | «Trabajo de equipo» «Chīmuwāku» (チームワーク)                      | 26 de enero de 2018   |
| 4  | «Novena entrada, dos salidas» «9 kai ura tsūauto» (9回裏ツーアウト) | 2 de febrero de 2018  |
| 5  | «Prueba de entrenamiento» «Torai auto» (トライアウト)               | 9 de febrero de 2018  |
| 6  | «Bateador suplente» «Pinchi hittā» (ピンチヒッター)                 | 16 de febrero de 2018 |
| 7  | «Primer bateador» «Rīdo ofu man» (リードオフマン)                   | 23 de febrero de 2018 |
| 8  | «Juego engañoso» «Torikku purei» (トリックプレイ)                   | 2 de marzo de 2018    |
| 9  | «Run decisivo» «Endo ran» (エンドラン)                              | 9 de marzo de 2018    |
| 10 | «Campocorto» «Shōto sutoppu» (ショートストップ)                     | 16 de marzo de 2018   |
| 11 | «Pleito» «Rantō» (乱闘)                                             | 23 de marzo de 2018   |
| 12 | «Home run de despedida» «Sayonara hōmu ran» (サヨナラホームラン)    | 30 de marzo de 2018   |